# Bródy Zsigmond
Bródy Zsigmond (Miskolc, 1840. november 15. – Budapest, 1906. január 6.) újságíró, lapszerkesztő és -kiadó, főrendiházi tag.

## Életpályája
Bródy Dániel fia. Szülővárosában és Pesten folytatott középiskolai tanulmányok után a pesti egyetemen jogot végzett. Leckeadásból tengette életét, közben írogatni kezdett, elsősorban a zsidóság magyarosodása és polgári egyenjogúsítása érdekében. E kettős célt szolgálták 1860-ben „egy magyar zsidó” jelzéssel megjelent költeményei és különféle újságcikkei. 1860-ban a Pesti Hölgydivatlap munkatársa, majd még ugyanazon évben Grosz Károllyal megindította a Pannonia című német nyelvű lapot, amely a magyar irodalom széles körű külföldi megismertetésére törekedett. A pesti hitközség megbízásából 1861 elején Tatay Adolffal együtt magyar templomi énekeket írt, melyeket Friedmann Mór főkántor zenésített meg. Politikai cikkei és szépirodalmi dolgozatai nevét széles körökben ismertté tették.
Az abszolutizmus idejében sokat küzdött a magyar nemzeti ügy győzelme érdekében. Később több bécsi lap levelezője volt, majd Bécsből magyarországi újságokat tudósított. Pestre visszatérve, szerkesztette a Látcső című fővárosi napilapot 1864. június 1-jétől augusztus 31-ig, majd a Magyar Sajtót 1865-ben, Hajnik Károly főszerkesztése alatt. 1867 után a Pesti Napló vezércikkírója és egyúttal a Pester Lloyd szerkesztője.  1872-ben mint miniszteri titkár meghívást kapott a belügyminisztériumba, de egy év múlva ismét visszatért az újságíráshoz. Előbb (1872-ben) kiadta a Heti Krónika című lapot, majd egy ideig mint főszerkesztő vezette a Pester Lloydot, mielőtt azt Falk Miksa átvette. 1873-ban megvette a Neues Pester Journal című lapot, de csak 1879 novemberében lépett fel saját nevével mint a lap tulajdonosa és főszerkesztője. Szerkesztése alatt a lap páratlanul elterjedt az egész országban és a német ajkú lakosság között terjesztette a magyar érzelmeket. Érdemeinek elismeréséül a király 1896-ban a főrendiház tagjává nevezte ki.
Felesége Stern Adél volt, akit 1867. augusztus 15-én Pesten vett nőül.

## Művei
1. Tiz magyar költemény. Irta egy zsidó-magyar. Pest, 1860. (Névtelenül.)
2. Az országgyűléshez. Költemények. (ugyanott, 1861.)
3. Novellen. (Ugyanott, 1864.) (Jókai Mór után ford.)
4. Beszéd a Ferencz-városi választókhoz. (Ugyanott, 1872.)
5. Traurige Tage. Lipcse, 1874. (Jókai Mór után fordította. Universal-Bibliothek.)
6. Költeményeit, amelyeket fiatalabb korában írt, fivére, Bródy Lajos gyűjtötte össze  és adta ki kézirat gyanánt (Budapest, 1890.)

## Emberbaráti tevékenysége
Szorgalmával és tehetségével nagy vagyonhoz jutott és a legbőkezűbb kiadók egyike volt. Vagyona nagy részét jótékony célra fordította. Ötvenedik születésnapján mintegy százezer forintot adott sajtóügyi célokra: a Magyar Tudományos Akadémiának húszezer forintot adott publicisztikai munkák jutalmazására, a hírlapírók nyugdíjalapját húszezer forinttal növelte, szerkesztőségi, kiadóhivatali és nyomdai alkalmazottai között harmincezer forintot osztott szét jutalmul. Ehhez 1892-ben és 1893-ban újabb nagy alapítványok járultak. Felesége, Bródy Adél nevének megörökítésére 1897-ben 600 000 korona költségen gyermekkórházat létesített a fővárosban, mely a pesti hitközség kezelésében állt. Egész pályáját végigkísérte az irodalom támogatásának és a nyomor enyhítésének gondolata.
Adományával 1890-ben megalapította a Magyar Tudományos Akadémia Bródy-jutalmát. A húszezer koronás alapítvány kamatait három évenként valamelyik kiváló publicisztikai mű kapta; ilyen mű hiányában a díjat annak a publicistának ítélték oda, aki újságírói működésével rászolgált az elismerésre. A jutalmat először Pulszky Ferencnek ítélték oda (1894), a következő jutalmat ifjabb gróf Andrássy Gyula (1897), a harmadikat Jancsó Benedek (1900) kapta.